# Sangaris trifasciata
Sangaris trifasciata är en skalbaggsart som beskrevs av Julius Melzer 1928. Sangaris trifasciata ingår i släktet Sangaris och familjen långhorningar. Inga underarter finns listade i Catalogue of Life.